# سیگیت
شرکت فناوری سیگیت یا سیگیت (به انگلیسی: Seagate) شرکت ذخیره‌سازی داده آمریکایی است که در سال ۱۹۷۸ به عنوان فناوری شوگارت ثبت شد و در سال ۱۹۷۹ تجارت خود را آغاز کرد. از سال ۲۰۱۰، این شرکت در دوبلین، ایرلند، با دفتر مرکزی عملیاتی در فریمانت، کالیفرنیا، ایالات متحده ثبت شده است. این شرکت به عنوان بزرگ‌ترین تولیدکننده هارد دیسک در جهان شناخته می‌شود.
شرکت سیگیت در توسعه درایوهای هارد دیسک مهم‌ترین نقش را داشته، که فعالیت خود را در این زمینه، در سال ۱۹۸۰ با عرضه درایوهای اس‌تی-۵۰۶ با حجم ۵ مگابایت، آغاز نمود. این شرکت، در طول دهه ۱۹۸۰ اصلی‌ترین تولیدکننده قطعات در بازار ریزرایانه‌ها، محسوب می‌شد. شرکت سیگیت در سال ۱۹۸۹، کنترل دیتا کورپوریشن را، خریداری نمود. در سال ۲۰۰۶ نیز، تمام سهام شرکت مکستور را به قیمت ۱٫۹ میلیارد دلار خریداری کرد.
در دستهٔ محصولات تجاری و سازمانی، سیگیت انواع ابزار ذخیره‌سازی مانند هارد درایو و مموری‌های SSD را برای سرورها و کامپیوترهای مین‌فریم تولید می‌کند. در دستهٔ مصرف‌کننده، محصولات سیگیت در انواع کامپیوترهای شخصی رومیزی و لپ‌تاپ کاربرد دارند. دستهٔ دیگری از محصولات نیز به صورت اختصاصی برای دستگاه‌های الکترونیکی مخصوص مصرف‌کننده مانند دوربین‌های فیلم‌برداری و کنسول‌های بازی تولید می‌شوند. سیگیت همچنین انواع راهکارهای ذخیره‌سازی را برای کسب‌وکارها ارائه می‌کند که شامل پشتیبان‌گیری آنلاین و راهکارهای حفاظت و بازگردانی از داده می‌شود. امروزه سیگیت به همراه رقیب خود وسترن دیجیتال بر بازار درایو دیسک سخت تسلط دارد.

## تاریخچه

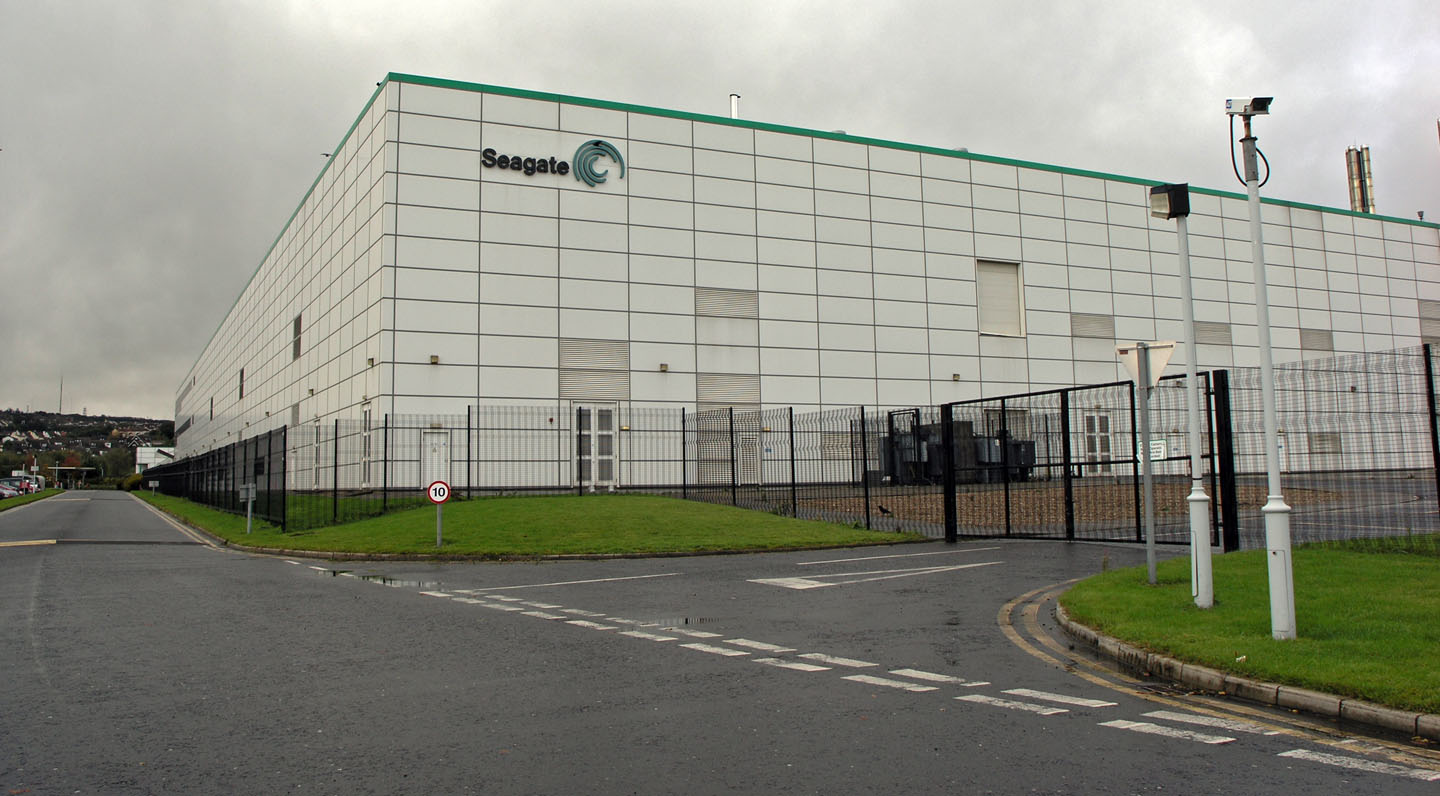
ساختمان مرکزی سیگیت، در دوبلین، ایرلند

فناوری سیگیت که در آن زمان فناوری شوگارت نامیده می‌شد در ۱ نوامبر ۱۹۷۸ استفاده می‌شد و فعالیت خود را با بنیانگذاران ال شوگارت، تام میچل، داگ ماهون، فینیس کانر و سید ایفتکار در اکتبر ۱۹۷۹ آغاز کرد. این شرکت با ایده راه اندازی شرکتی جدید برای توسعه درایو دیسک سخت‌های ۵٫۲۵ اینچی که کانر پیش‌بینی کرد رونق اقتصادی آتی در بازار درایو دیسک خواهد بود به وجود آمد. سپس نام شرکت به فناوری سیگیت تغییر یافت تا از شکایت شرکت تابعه زیراکس یعنی همکاران شوگارت که توسط شوگارت تأسیس شده بود جلوگیری شود.
اولین محصول این شرکت اس‌تی-۵۰۶ با ظرفیت ذخیره‌سازی ۵ مگابایت در سال ۱۹۸۰ عرضه شد. این اولین هارد دیسکی بود که با فرم فاکتور ۵٫۲۵ اینچی مینی فلاپی درایو شوگارت مطابقت داشت. در این محصول از کدگذاری مدولاسیون فرکانس اصلاح شده (MFM) استفاده شده بود و بعداً در نسخه ۱۰ مگابایتی ST-412 منتشر شد. با این کار، سیگیت قراردادی را به عنوان یک تأمین کننده اصلی برای IBM XT، اولین رایانه شخصی آی‌بی‌ام که حاوی هارد دیسک بود، به ثبت رساند. در سال اول، سیگیت ۱۰ میلیون دلار دستگاه را برای مصرف‌کنندگان ارسال کرد. تا سال ۱۹۸۳، بیش از ۲۰۰۰۰۰ واحد را برای درآمد ۱۱۰ میلیون دلاری ارسال کرد.
در سال ۱۹۸۳، آلن شوگارت، توسط تام میچل، مدیر ارشد عملیاتی آن زمان به عنوان رئیس تعیین شد تا در مواجهه با بازار در حال تغییر، بازسازی شرکتی را به پیش ببرد. شوگارت به نظارت بر برنامه‌ریزی شرکت ادامه داد. تا این مرحله، این شرکت ۴۵ درصد از سهم بازار هارد دیسک تک کاربره را در اختیار داشت و آی‌بی‌ام ۶۰ درصد از کل تجارتی را که سیگیت در آن زمان انجام می‌داد، خریداری کرد. در سال ۱۹۸۹، سیگیت فناوری ایمپریمیس، بخش ذخیره‌سازی دیسک شرکت کنترل دیتا را خریداری کرد که در نتیجه سهم بازار ترکیبی ۴۳٪ را به دست آورد. سیگیت از فناوری ایمپریمیس سود می‌برد در حالی که ایمپریمیس به قطعات و هزینه‌های تولید کمتر سیگیت دسترسی پیدا کرد.

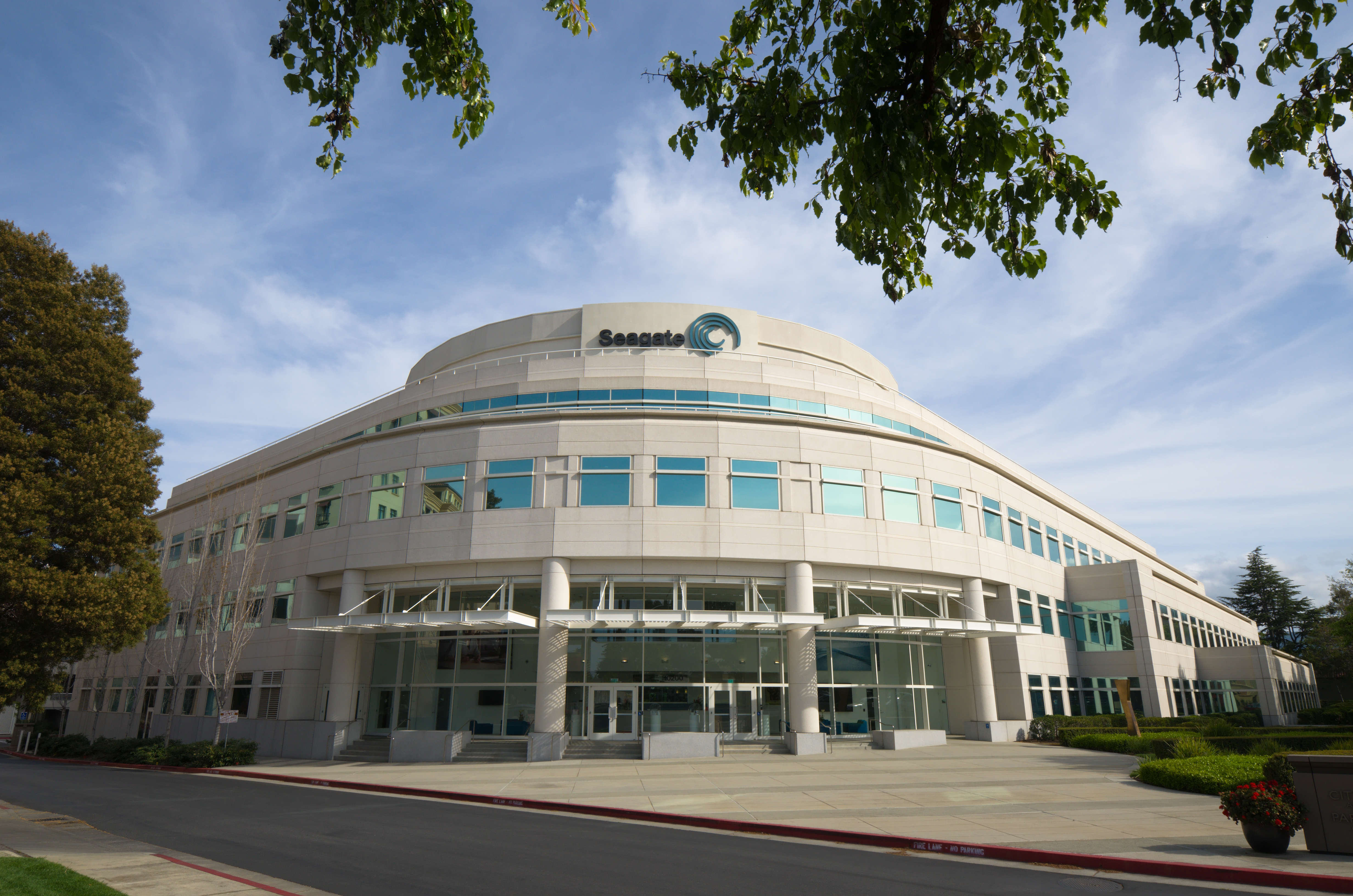
مقر سابق فناوری سیگیت در دهه ۲۰۱۰ در کوپرتینو، کالیفرنیا

در سپتامبر ۱۹۹۱، تام میچل تحت فشار هیئت مدیره از ریاست استعفا داد و آلن شوگارت دوباره ریاست شرکت را بر عهده گرفت. شوگارت دوباره تمرکز شرکت را بر روی بازارهای سودآورتر خود و درایوهای پردازنده مرکزی به جای درایوهای خارجی متمرکز کرد. او همچنین از برون سپاری تولید قطعات در خارج از کشور کنار کشید. این امر به سیگیت اجازه داد تا با تقاضای رایانه‌های شخصی که در سال ۱۹۹۳ به سرعت در سراسر بازار افزایش یافت، سازگاری بیشتری داشته باشد. این کار شامل یک مشارکت داخلی با کورنینگ اینکورپوریتد بود که شروع به استفاده از یک ترکیب شیشه-سرامیک جدید برای تولید بسترهای دیسک کرد. در سال ۱۹۹۱، سیگیت همچنین سیگیت باراکودا درایو دیسک سخت، اولین هارد دیسک صنعتی با سرعت اسپیندل ۷۲۰۰ دور بر دقیقه را معرفی کرد

## محصولات

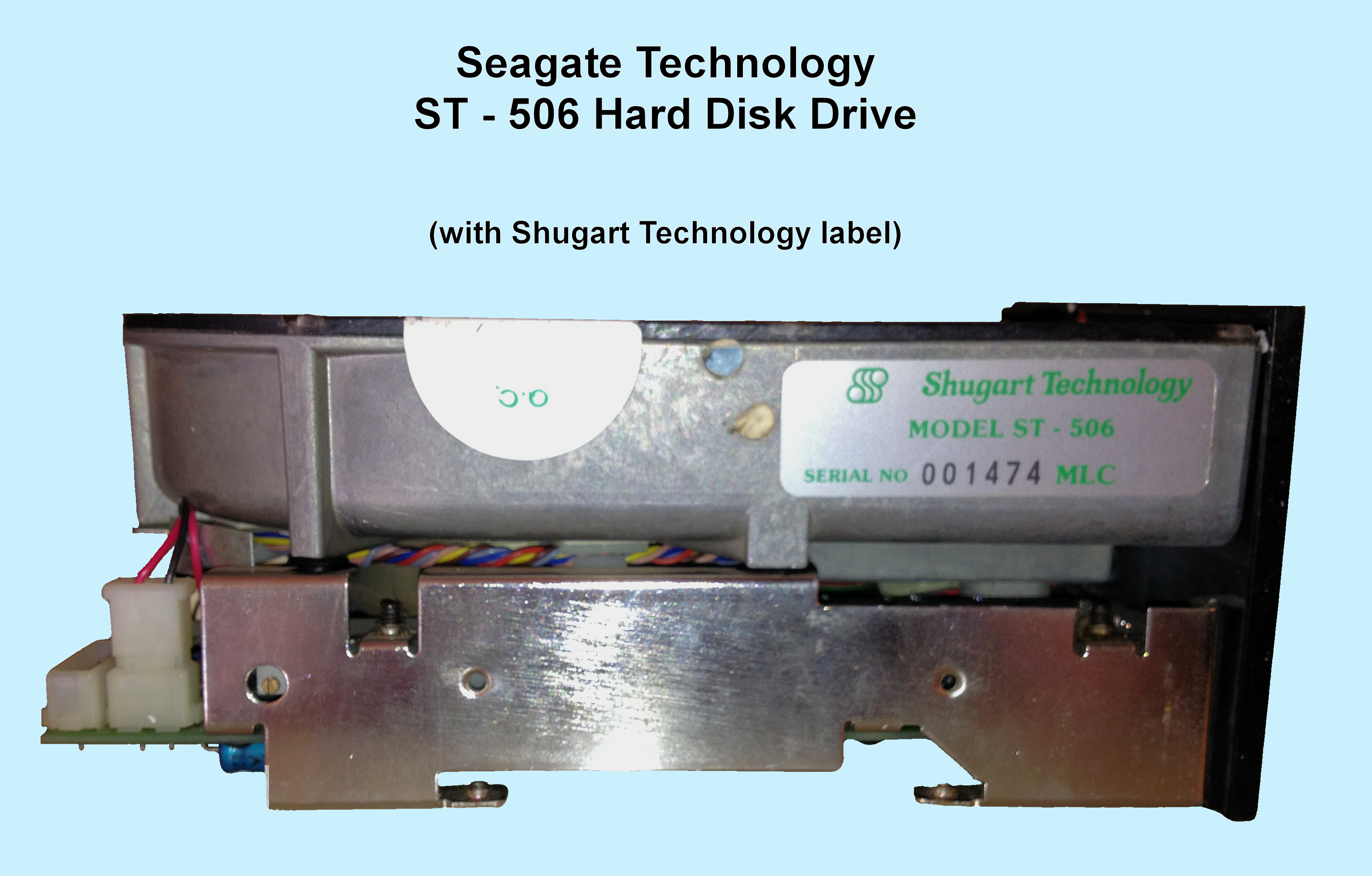
سیگیت اس‌تی-۵۰۶، اولین محصول شرکت سیگیت

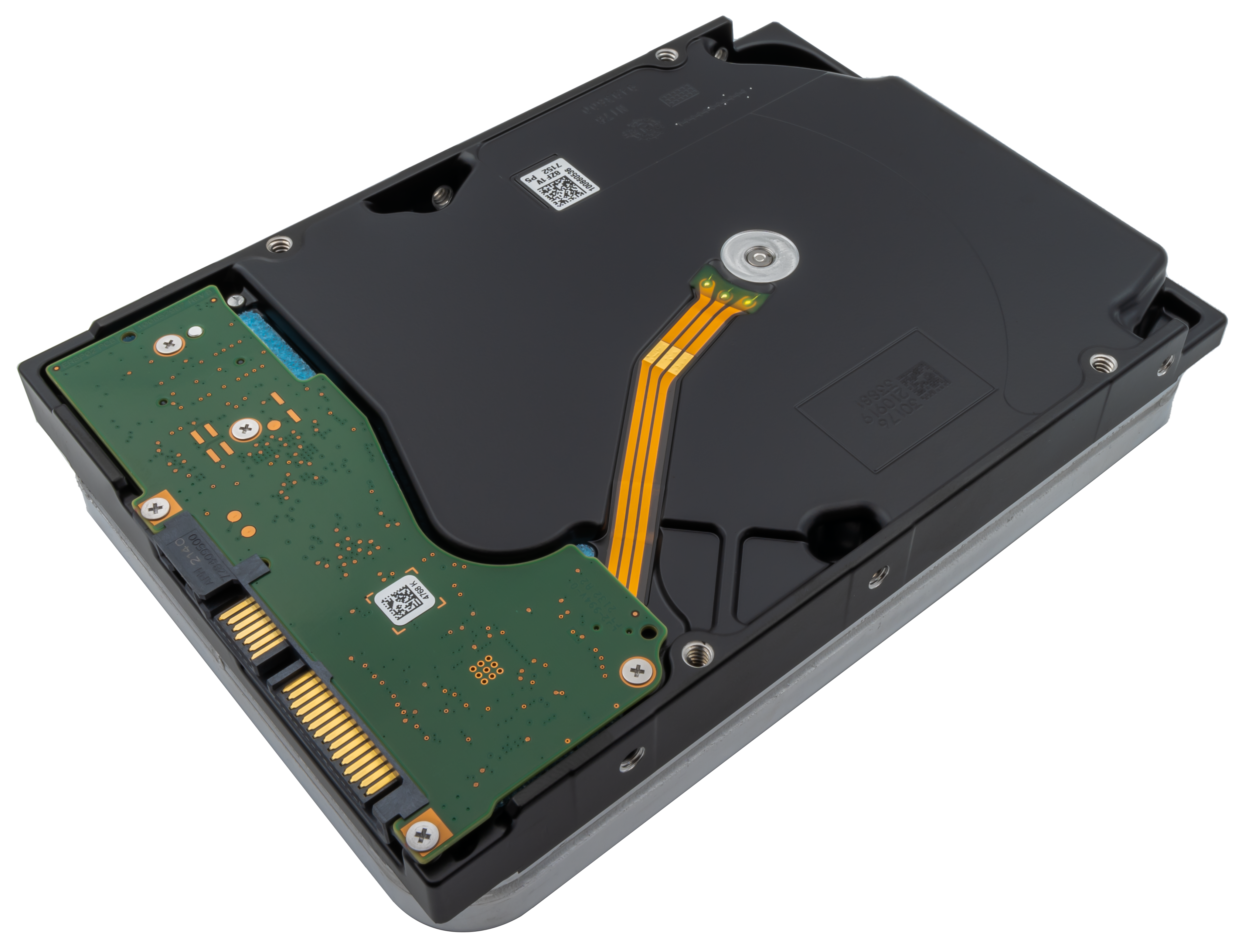
پشت سیگیت اکسوس ایکس ۱۸

### حافظه داخلی
سیگیت محصولات مختلفی را در درایو حالت جامد (SSD) و درایو دیسک سخت (HDD) تولید می‌کند که بر اساس نام آنها برای استفاده مورد نظر طبقه‌بندی می‌شوند.
- باراکودا (Barracuda): محبوب‌ترین و ارزان‌ترین درایوهای SSD و HDD عمومی سیگیت که برای دستگاه‌هایی مانند رایانه، لپ‌تاپ، کنسول‌های بازی و ست‌تاپ باکس‌ها ساخته شده‌اند.
- فایرکودا (Firecuda): برای استفاده بازی در رایانه‌ها، لپ تاپ‌ها و کنسول‌های بازی
- ایرون ولف (Ironwolf): درایوهای ذخیره‌سازی دستگاه ذخیره‌ساز متصل به شبکه که برای استفاده درون شبکه طراحی و تولید شده‌اند و سازگاری و عملکرد آن‌ها با انواع ذخیره‌سازهای تحت شبکه، در شرایط صنعتی و در کمپانی سیگیت تست و تأیید شده است.
- اسکای هاوک (Skyhawk): درایوهای ضبط سیستم نظارت برای استفاده در دستگاه‌هایی مانند دستگاه ضبط تصویر دیجیتال یا دستگاه ضبط ویدئویی تحت شبکه که در دو سری عرضه می‌شوند. هاردهای سری Surveillance قادرند تصاویر ویدئویی را به صورت همزمان از ۳۲ دوربین امنیتی دریافت و ذخیره کنند. این هارددیسک به صورت Native از قابلیت RAID پشتیبانی می‌کند تا بتوانید چینش‌های متفاوتی از هارددیسک‌ها را در کنار یکدیگر داشته باشد.
- اکسوس (Exos): درایوهای سازمانی که برای استفاده در مراکز داده استفاده می‌شود.
- نیترو (Nytro): سری از درایوهای حالت جامد SCSI سریال پیوسته سازمانی

### حافظه خارجی
سیگیت سری محصولات ذخیره‌سازی خارجی مختلفی را برای رایانه‌ها و لپ تاپ‌ها تولید می‌کند. این نوع هارد دیسک‌ها به صورت جداگانه و قابل حمل هستند و برای بک‌آپ گرفتن از اطلاعات، انتقال داده بین دستگاه‌ها و ذخیره فایل‌های حجیم استفاده می‌شوند.

### ذخیره‌سازی کنسول بازی

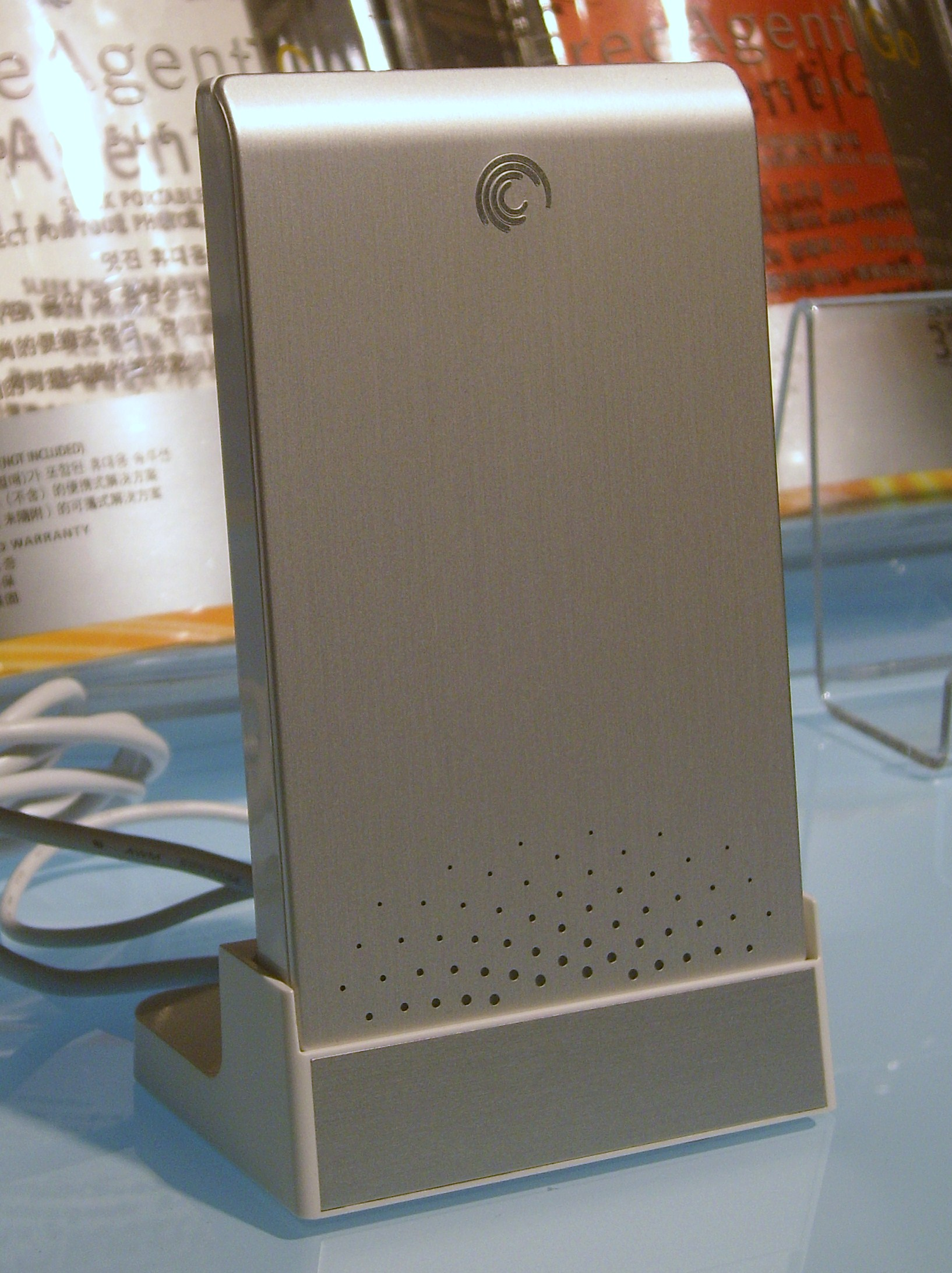

سیگیت با پلی استیشن و ایکس باکس همکاری کرده است تا دستگاه‌های ذخیره‌سازی مختلفی را برای پلی‌استیشن ۴، ایکس باکس وان و ایکس‌باکس سری اکس و سری اس ارائه دهد. برای سری‌های پلی‌استیشن ۴ و ایکس‌باکس وان، سیگیت «درایو بازی» را ارائه کرد که یک هارد اکسترنال ۲ تا ۴ ترابایتی یواس‌بی ۳ است. علاوه بر این برای سری ایکس‌باکس وان، سیگیت اکنون یک «درایو بازی جدید» با ظرفیت‌های ۲ تا ۵ ترابایت و یک «مرکز درایو بازی» با ظرفیت حداکثر ۸ ترابایت ارائه می‌کند که هر دو از رابط یواس‌بی ۳ نیز استفاده می‌کنند.

### لایو کلود
لایو کلود (Lyve Cloud) سرویس ذخیره‌سازی مبتنی بر ابر است که برای اولین بار توسط سیگیت در فوریه ۲۰۲۱ ارائه شد. این محصول با مشارکت اکوئینیکس توسعه یافته و برای استفاده سازمانی در نظر گرفته شده است.
در ژوئن ۲۰۲۱، سیگیت، Exos CORVAULT را معرفی کرد که سیستم ذخیره‌سازی بلوک 4U با کنترلرهای ذخیره‌سازی دوگانه است که توسط تراشه VelosCT خود سیگیت تغذیه می‌شود. آرایه ذخیره‌سازی از فناوری حفاظت خودکار توزیع شده پیشرفته (ADAPT) و بازسازی درایو خودکار (ADR) برای تعمیر و نگهداری خودکار و در نتیجه کاهش زباله‌های الکترونیکی استفاده می‌کند.

### سیستم‌های ذخیره‌سازی داده‌ها
سیگیت سیستم‌های ذخیره‌سازی داده‌های مختلفی را برای شرکت‌ها مانند سکوهای همگرایی محاسباتی و ذخیره‌سازی (compute & storage convergence platforms) و آرایه‌های فلش، هیبریدی و دیسک ارائه می‌دهد.

## امور مالی شرکت
سیگیت در ابتدا به عنوان یک شرکت سهامی عام در بورس نزدک تحت نماد نماد SGAT معامله می‌شد. در سال ۱۹۹۴، به عنوان SEG به بورس اوراق بهادار نیویورک نقل مکان کرد. در سال ۲۰۰۰، سیگیت به منظور کاهش مالیات بر درآمد، در جزایر کیمن ادغام شد. در سال ۲۰۰۰، این شرکت توسط یک گروه سرمایه‌گذاری متشکل از مدیریت سیگیت، شرکای نقره ای لیک، گروه تگزاس پاسیفیک و دیگران در یک ادغام سه جانبه با نرم‌افزار وریتاس تکنالوجیز خصوصی شد. وریتاس با سیگیت توسط گروه سرمایه‌گذاری ادغام شد. گروه مدیریت اطلاعات نرم‌افزار سیگیت در می ۲۰۰۱ به کریستال دیسیژنز (Crystal Decisions) تغییر نام داد. در دسامبر ۲۰۰۲، سیگیت مجدداً با نام STX وارد بازار عمومی نزدک شد.
تا نوامبر سال ۲۰۲۳، به میزان ۸۹ درصد سهام توسط سرمایه گذاران نهادی کنترل می‌شد و ۸ سرمایه‌گذار دیگر ۵۲ درصد از سهام را کنترل می‌کردند. بزرگ‌ترین سهام متعلق به صندوق‌های تأمینی به ترتیب با ۱۱٪، ۷٫۲٪، ۷٫۲٪ از سهام موجود را تشکیل می‌دهند.

## همکاری و تملک
فینیس کانر در اوایل سال ۱۹۸۵ سیگیت را ترک کرد و لوازم جانبی کانر (Conner Peripherals) را تأسیس کرد که در اصل در درایوهای کوچک برای کامپیوترهای قابل حمل تخصص داشت. لوازم جانبی کارنر نیز با خرید شرکت آرشیو (Archive Corporation) وارد تجارت نوار درایو شد و پس از ده سال به عنوان یک شرکت مستقل در سال ۱۹۹۶ در سیگیت ادغام شد.
در سال ۲۰۰۵، سیگیت شرکت میرا (Mirra) را که تولیدکننده سرورهای شخصی برای بازیابی اطلاعات بود، خریداری کرد. همچنین آزمایشگاه‌های بازیابی اطلاعات اکشن فرانت (ActionFront) را خریداری کرد که خدمات بازیابی اطلاعات را ارائه می‌دهد.

## جنجال‌ها

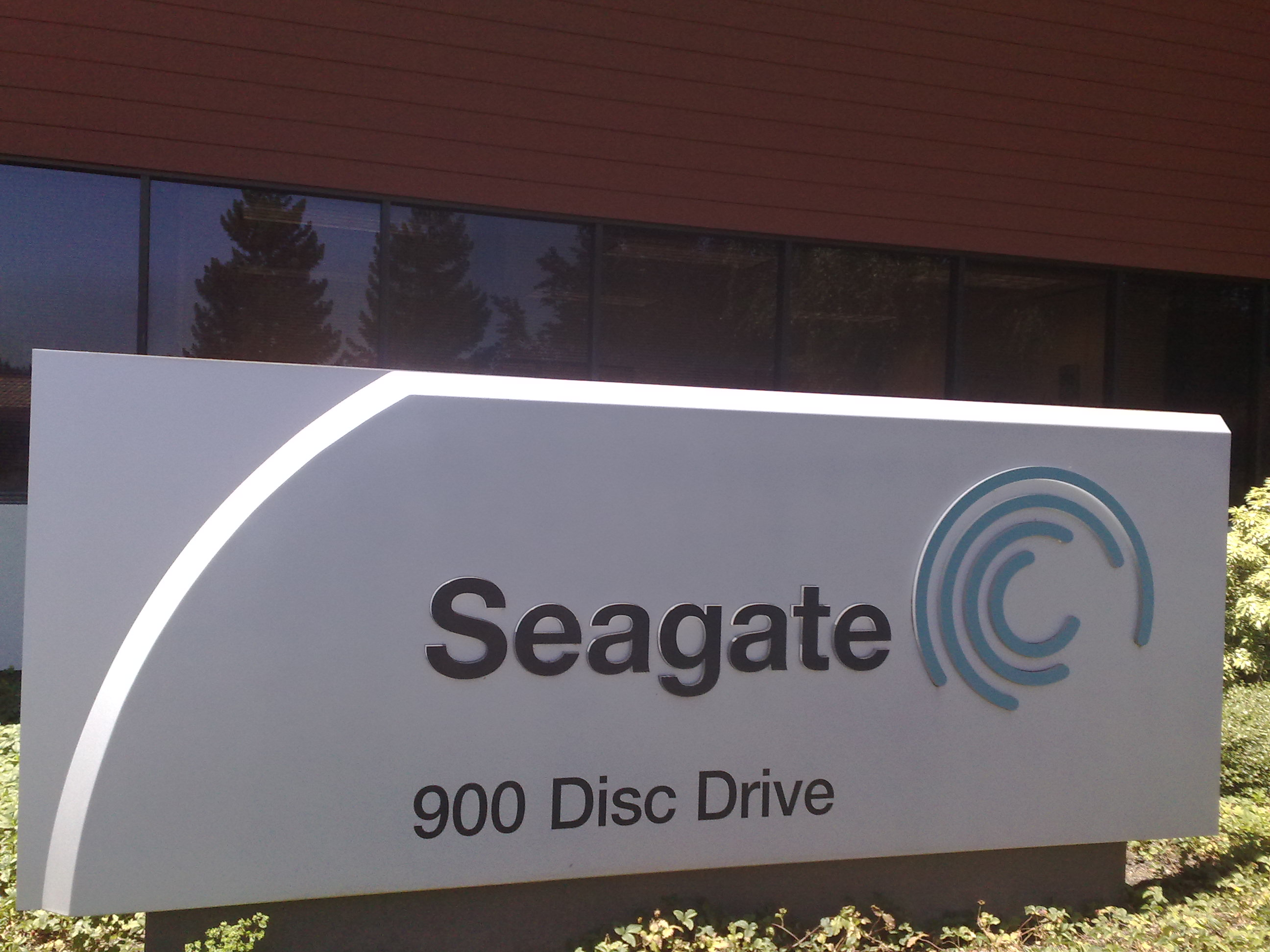
ورودی شرکت سیگیت

در ۲۱ ژانویه ۲۰۱۴، مقالات فناوری متعددی در سراسر جهان یافته‌های ارائه‌دهنده ذخیره‌سازی ابری بلکبلیز را منتشر کردند که نشان داد هارد دیسک‌های سیگیت در بین تولیدکنندگان برجسته دیسک سخت کمتر قابل اعتماد هستند. با این حال، آزمایش‌های بلکبلیز به دلیل داشتن روش‌شناسی معیوب که دارای متغیرهای محیطی متناقض است، مانند دمای محیط، ارتعاش و استفاده از دیسک مورد انتقاد قرار گرفته‌اند.
در چشم‌انداز وسیع تر، درایوهای سازمانی سیگیت به مدت هفت سال در نظرسنجی IT Brand Pulse از متخصصان برتر فناوری اطلاعات به عنوان «قابل اعتمادترین» نامگذاری شدند. در سال ۲۰۱۹، بلکبلیز آمار به‌روزرسانی‌شده‌ای منتشر کرد که گزارش داد درایوهای سیگیت بیشترین خرابی را در سه‌ماهه دوم سال ۲۰۱۹ داشته‌اند، در حالی که درایوهای با بهترین رتبه آن توسط توشیبا ساخته شده‌اند.
در اکتبر ۲۰۲۱، گزارشی از سوی جمهوری خواهان سنای ایالات متحده ادعا کرد که سیگیت با فروش قطعات به هواوی در پی تحریم‌های ایالات متحده علیه این شرکت مخابرات چینی، مقررات اداره صادرات را نقض کرده است. این شرکت نامه دیگری را در اوت ۲۰۲۲ از دفتر صنعت و امنیت وزارت بازرگانی ایالات متحده (BIS) به اتهام نقض تحریم‌های صادراتی برای فروش هارد دیسک‌های هواوی دریافت کرد. سیگیت هرگونه تخلفی را تکذیب کرد و مدعی شد که هارد دیسک‌های ساخت خارجی آن مشمول محدودیت نیستند، زیرا دیسک‌ها و تجهیزات ساخت آنها محصول مستقیم هیچ فناوری یا نرم‌افزار نیمه‌رسانای آمریکایی نبوده‌اند. در آوریل ۲۰۲۳، سیگیت با وزارت بازرگانی ایالات متحده با پرداخت ۳۰۰ میلیون دلار - بزرگ‌ترین جریمه مدنی اعمال شده توسط وزارت بازرگانی ایالات متحده- برای فروش بیش از ۷٫۴ میلیون دیسک سخت به هواوی بدون مجوز موافقت کرد.